# Пшемислув (Мазовецьке воєводство)
Пшемислув (пол. Przemysłów) — село в Польщі, у гміні Гомбін Плоцького повіту Мазовецького воєводства.
Населення — 140 осіб (2011).
У 1975-1998 роках село належало до Плоцького воєводства.

## Демографія
Демографічна структура станом на 31 березня 2011 року:
|          | Загалом | Допрацездатний вік | Працездатний вік | Постпрацездатний вік |
| -------- | ------- | ------------------ | ---------------- | -------------------- |
| Чоловіки | 60      | 10                 | 40               | 10                   |
| Жінки    | 80      | 19                 | 42               | 19                   |
| Разом    | 140     | 29                 | 82               | 29                   |